# Вид (графство)

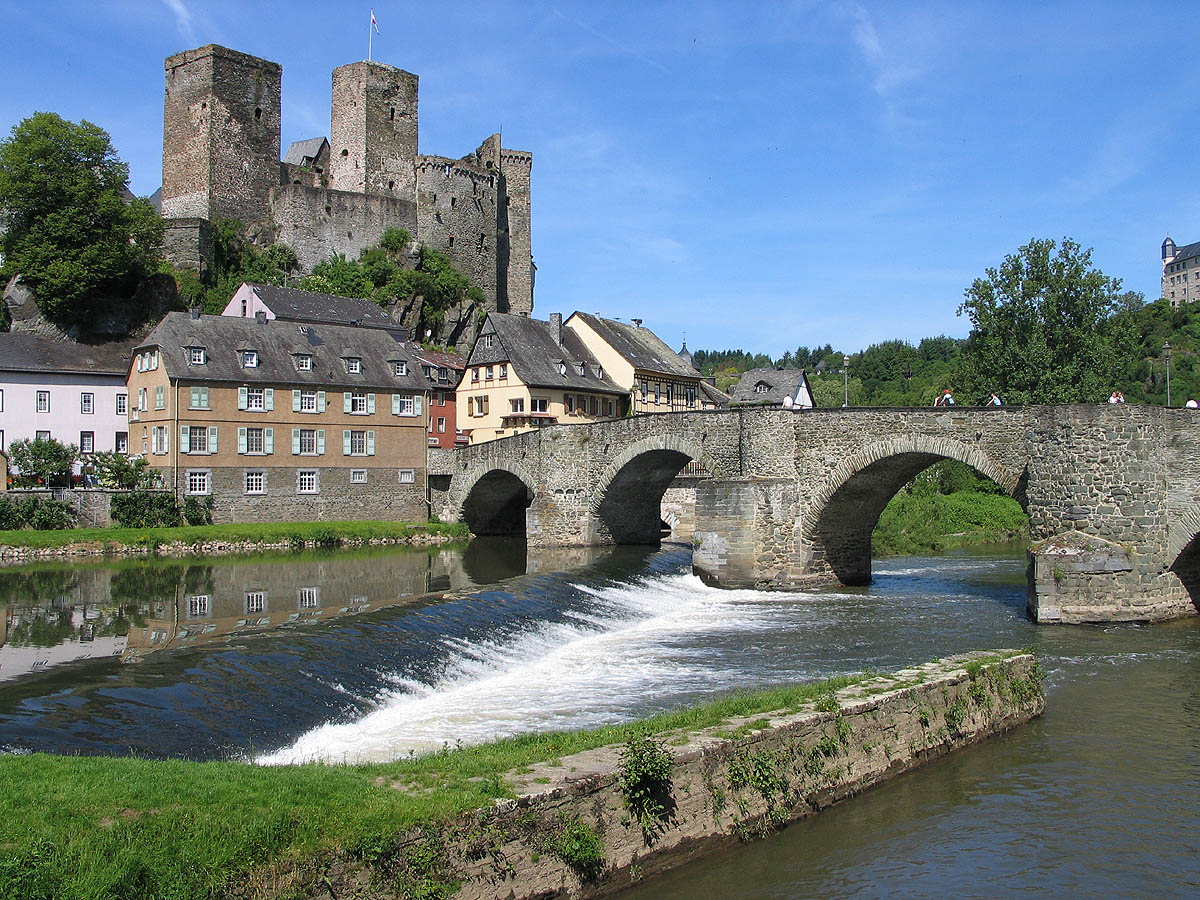
Средневековая твердыня графов фон Вид в Рункеле

Вид (Wied) — известное с XII века графство, с 1784 года — княжество в составе Священной Римской империи, в бассейне реки Вид, по соседству с владениями рейнских пфальцграфов (сюзеренов Вида), герцогов Юлихских и князей Нассау.
За исключением периода правления в Виде графов Изенбургов (1243—1462), правители Верхнего и Нижнего Вида принадлежали к одному роду. Резиденцией первых служил Рункель, вторых — Нойвид (до 1653 года — Альтвид). Из дома Видов происходило четыре кёльнских архиепископа.
После роспуска Священной Римской империи (1806) верхнее и нижнее княжества объединились (1824). До 1848 года Вид сохранял фиктивный суверенитет в составе Пруссии, хотя фактически его земли отошли к Нассау-Вейльбургам. После медиатизации князья Виды поступили на службу к Гогенцоллернам:
- Принц Максимилиан Вид-Нойвид (1782—1887) состоял на прусской службе, вслед за Гумбольдтом объехал всю Северную и Южную Америку, снискал всемирную славу как естествоиспытатель.
- Принцесса Елизавета Вид, его внучатая племянница, после избрания своего супруга Карла Зигмарингена на румынский престол стала первой королевой Румынии.
- Брат Елизаветы, князь Вильгельм (1845—1907), — один из идеологов германского империализма. Его супруга принадлежала к Оранской династии (Нидерланды). Известность получили их трое сыновей:
  - Старший сын, Фридрих (1872—1945), взял в жёны единственную дочь последнего вюртембергского короля, Вильгельма II. Его потомки и в XXI веке блюдут чистоту крови, избегая браков с простолюдинами.
  - Средний сын, Вильгельм (1876—1945), в 1914 г. на полгода занял албанский трон под именем Скандербега II. При приближении греческих войск бежал в Италию, а юридически потерял престол в 1925 г., после провозглашения Албании республикой.
  - Младший сын Вильгельма I, Виктор (1877—1946), в годы Второй мировой войны возглавлял представительство нацистской Германии в Швеции.